# Équipe de France de rugby à XV en 1906

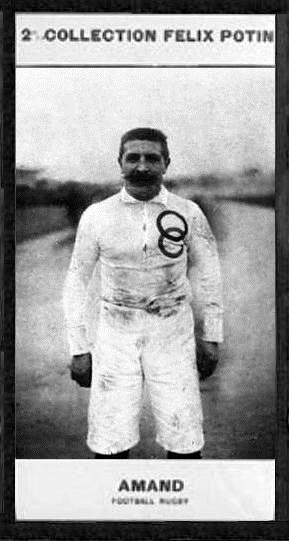
Henri Amand, premier capitaine de l'équipe de France, le 1er janvier 1906 contre Nouvelle-Zélande

L'équipe de France de rugby à XV, en 1906, dispute deux matchs amicaux, contre la Nouvelle-Zélande puis l'Angleterre. Il s'agit des premières rencontres de l'Histoire de la sélection française. 

## Déroulé

### France - Nouvelle-Zélande (8-38)
Le premier match officiel de l'équipe de France USFSA a lieu le 1er janvier 1906, face aux All Blacks alors en tournée européenne. Ce match, arbitré par Louis Dedet, est disputé au Parc des Princes devant 3 000 spectateurs et se termine par une victoire des Néo-zélandais par 38-8 (18-3 à la mi-temps),. Le capitaine Henri Amand a l'honneur d'être le premier capé du rugby français, à noter la présence de l'Anglais William Crichton et de l'Américain Allan Muhr au sein de l'équipe de France. 

### France - Angleterre (8-35)
Le 22 mars, l'équipe de France, qui inaugure sa première tenue tricolore (maillot bleu, culotte blanche et bas rouges), rencontre l'Angleterre au Parc des Princes et perd 8 à 35. Ce résultat honorable conduit les Anglais à jouer un match annuel contre le XV de France, ils sont imités un peu plus tard par les Gallois et les Irlandais.

## Tableau des matchs
| Date             | Lieu                     | Adversaire       | Score | Type       | Équipe et marqueurs |
| ---------------- | ------------------------ | ---------------- | ----- | ---------- | --- |
| 1er janvier 1906 | Parc des Princes (Paris) | Nouvelle-Zélande | 8-38  | Test match | William Crichton - Gaston Lane, Henri Levée, Paul Sagot, Augustin Pujol - (o) Henri Amand (cap) - (m) Henri Lacassagne - Jacques Dufourcq, Noël Cessieux, Marcel Communeau - Allan Muhr, Georges Jérome - Albert Branlat, Paul Dedeyn, André Vergès 2 essais (Cessieux, Dufourcq) 1 transformation (Pujol) |
| 22 mars 1906     | Parc des Princes (Paris) | Angleterre       | 8-35  | Test match | William Crichton - Gaston Lane, Émile Lesieur, E.W. Lewis, Paul Maclos - (o) Théodore Varvier - (m) Albert Hubert (cap) - Jacques Dufourcq, Pierre Gaudermen, G. Maurin - André Vergès, Marcel Communeau - Allan Muhr, Georges Jérome, Albert Branlat 2 essais (Muhr, Lesieur) 1 transformation (Branlat)  |

## Statistiques individuelles

### Bilan par joueur
| Joueurs              | Club 1905-1906  | Pos.                   | Sél. (cap.) | Pts. | Ess. | Tr. | Pén. | Dp. |
| -------------------- | --------------- | ---------------------- | ----------- | ---- | ---- | --- | ---- | --- |
| William Crichton     | Le Havre AC     | Arrière                | 2           | -    | -    | -   | -    | -   |
| Gaston Lane          | RC France       | Ailier                 | 2           | -    | -    | -   | -    | -   |
| Henri Levée          | RC France       | Centre                 | 1           | -    | -    | -   | -    | -   |
| Paul Sagot           | Stade français  | Centre                 | 1           | -    | -    | -   | -    | -   |
| Augustin Pujol       | SOE Toulouse    | Ailier                 | 1           | 2    | -    | 1   | -    | -   |
| Henri Amand          | Stade français  | Demi d'ouverture       | 1 (1)       | -    | -    | -   | -    | -   |
| Henri Lacassagne     | Stade bordelais | Demi d'ouverture       | 1           | -    | -    | -   | -    | -   |
| Jacques Dufourcq     | Stade bordelais | Troisième ligne aile   | 2           | 3    | 1    | -   | -    | -   |
| Noël Cessieux        | FC Lyon         | Troisième ligne centre | 1           | 3    | 1    | -   | -    | -   |
| Marcel Communeau     | Stade français  | Troisième ligne aile   | 2           | -    | -    | -   | -    | -   |
| Allan Muhr           | RC France       | Deuxième ligne         | 2           | 3    | 1    | -   | -    | -   |
| Georges Jérome       | Stade français  | Deuxième ligne         | 2           | -    | -    | -   | -    | -   |
| Albert Branlat       | Stade bordelais | Pilier                 | 1           | 2    | -    | 1   | -    | -   |
| Paul Dedeyn          | RC France       | Pilier                 | 1           | -    | -    | -   | -    | -   |
| André Vergès         | Stade français  | Pilier                 | 2           | -    | -    | -   | -    | -   |
| Paul Maclos          | VC Chartres     | Ailier, centre         | 1           | -    | -    | -   | -    | -   |
| Ernest William Lewis | Le Havre AC     | Centre                 | 1           | -    | -    | -   | -    | -   |
| Théodore Varvier     | FC Lyon         | Demi d'ouverture       | 1           | -    | -    | -   | -    | -   |
| Pierre Gaudermen     | RC France       | Troisième ligne centre | 1           | -    | -    | -   | -    | -   |
| Charles Vareilles    | Stade français  | Ailier                 | 0           | -    | -    | -   | -    | -   |
| Wood                 | Le Havre AC     | ?                      | 0           | -    | -    | -   | -    | -   |
| A. ou G. Poirier     | Stade français  |                        | 0           | -    | -    | -   | -    | -   |
| Jean Lagaillarde     | SOE Toulouse    |                        | 0           | -    | -    | -   | -    | -   |
| Émile Lesieur        | Stade français  | Ailier                 | 1           | 3    | 1    | -   | -    | -   |
| Henri Isaac          | RC France       | Arrière                | 0           | -    | -    | -   | -    | -   |
| Morère               | SCUF            | Ailier                 | 0           | -    | -    | -   | -    | -   |
| Albert Hubert        | ASF Paris       | Demi d'ouverture       | 1 (1)       |      |      |     |      |     |
| Guy de Talence       | Stade français  | Demi d'ouverture       | 0           | -    | -    | -   | -    | -   |
| G. Maurin            | ASF Paris       | Troisième ligne aile   | 1           | -    | -    | -   | -    | -   |
| Charles Beaurin      | Stade français  | Centre                 | 0           | -    | -    | -   | -    | -   |

### Meilleurs réalisateurs
| Rang | Joueur           | Poste                  | Points | Essais | Transf. | Pén. | Drops |
| ---- | ---------------- | ---------------------- | ------ | ------ | ------- | ---- | ----- |
| 1    | Noël Cessieux    | Troisième ligne centre | 3      | 1      | 0       | 0    | 0     |
| -    | Jacques Dufourcq | Troisième ligne aile   | 3      | 1      | 0       | 0    | 0     |
| -    | Émile Lesieur    | Ailier                 | 3      | 1      | 0       | 0    | 0     |
| -    | Allan Muhr       | Deuxième ligne         | 3      | 1      | 0       | 0    | 0     |
| 5    | Albert Branlat   | Pilier                 | 2      | 0      | 1       | 0    | 0     |
| -    | Augustin Pujol   | Ailier                 | 2      | 0      | 1       | 0    | 0     |

### Meilleurs marqueurs
| Rang | Joueur           | Poste                  | Essais |
| ---- | ---------------- | ---------------------- | ------ |
| 1    | Noël Cessieux    | Troisième ligne centre | 1      |
| -    | Jacques Dufourcq | Troisième ligne aile   | 1      |
| -    | Émile Lesieur    | Ailier                 | 1      |
| -    | Allan Muhr       | Deuxième ligne         | 1      |